# 한국의 미신
한국의 무속신앙에 뿌리를 둔 미신은 한국 생활의 많은 부분에 존재한다.
한국의 무속신앙에서는 민간신앙이 세대를 거쳐 전승되어 왔고 조선시대 에는 유교 와 무속이 번성해 신의 모습은 없지만 한국 무속신앙의 신앙체계 안에는 초자연적인 현상들이 존재한다.

## 특징
일부 한국의 미신은 중국이나 일본의 미신과 비슷한 부분이 존재한다.  많은 한국의 미신들은 불확실한 상황을 두려워하거나 특정 행동을 피하는 것과 관련이 있다.

## 한국 미신의 예

#### 한국에서 흔히 볼 수 있는 미신들

###### 1.빨간색으로 이름을 쓰면 죽는다
한국에선 빨간색으로 이름을 쓰는 것은 실패와 죽음, 즉 나쁜 징조를 가져온다고 생각된다. 피의 색에서 유래한 것으로 보인다. 무속신앙은 중국에서 빨간색 글씨가 집행령을 위한 것으로 간주되어 시작되었다. 이 무속신앙은 중국의 속국이었을때 한국으로 펴져나갔다.

###### 2. 돼지 꿈을 꾸면 돈이 들어온다
누군가가 돼지 꿈을 꾸면 좋은 징조가 나타난다는 미신이 있다. 한국에서의 돼지는 다산의 상징이며 중국에서는 돼지의 중국어 발음이 ‘옥’을 뜻하는 발음과 비슷해서 돼지는 부의 동의어로 사용되었다.
한국에선 1970년대까지, 돼지들은 매우 비쌌기 때문에 학생들은 돼지 한 마리를 팔아서 대학 입학금을 낼 수 있어 돼지는 부의 상징이었다.

###### 3. 숫자 ‘4’는 죽음을 의미한다.
숫자 4는 불운의 상징으로 여겨진다. 한국의 엘리베이터에서는 숫자 4대신 문자 ‘F’를 사용해 4층을 나타낸다. 이러한 이유는 숫자 4의 발음이 한자로 죽음을 의미하는 죽을 사(死)라는 단어와 비슷하게 들리기 때문이다.
또한 중국과 일본에서도 숫자 4는 불행이나 죽음과도 연관되어 있다. 다 차지 않은 9의 불행이 있다.
비슷하게 서양의 13의 저주가 있다. 12는 꽉 찬 수이고, 13은 외인지 규격 외 수인 것이라고 한다.

###### 4. 까치는 행운을 가져온다.
한국에서 까치는 똑똑하고 기민하며, 새로운 환경에서도 적응력이 높다는 점에서 행운의 상징으로 여겨진다. 또한 까치는 중세 유럽에서 마녀와 연결되는 이야기에서 나오는 새 중 하나이다. 마녀들은 까치를 자신의 "잠자리"로 사용하며, 이를 통해 까치는 마녀와 그들이 가진 마법력과 연결되는 이미지를 얻게 되었다. 이는 까치가 행운과 마법의 상징으로 여겨지는 이유 중 하나이다.

###### 5. 설날에 듣는 까치 소리는 길조, 까마귀 소리는 흉조다
설날 새벽에 밖에 나가서 까치 소리를 듣는 것은 행운을 불러 들어오는 것이고, 까마귀 소리를 듣는 것은 불길한 징조를 뜻한다.

###### 6. 선풍기를 켜고 자면 죽는다.
몇몇 한국인들은 선풍기를 켠 채로 자면 죽는다는 잘못된 정보를 믿는데, 그 이유는 선풍기를 켜고 자면 수면 중에 산소 부족과 저체온증을 일으킬 수 있다고 생각하기 때문이다. 근데 이는 과학적으로 근거없는 사실이다.

###### 7. 신발을 선물하면 도망간다.
한국인들은 선물로 신발을 받으면 소중한 사람이 자신을 떠날 것이란 신호라고 생각한다. 예전에는 신발이 귀해서 가족간에 돌려 신거나 물려 받아 신었다. 그러다가 신발을 선물 받으면 좋아서 이곳 저곳 돌아다니다가 떠나가 버린다는 이야기가 와전되어 생긴 미신이다.

###### 8. 다리를 떨면 복(福)이 달아난다.
사람들이 다리를 흔들면 그들이 가진 복(福)이 나간다고 생각한다. 즉 그들은 미래에 기회를 잃는다고 생각한다. 하지만 혈액 순환에 좋다 한다.

###### 9. 문지방을 밟으면 안 된다.
문지방을 밟으면 불행을 가져온다는 생각하는데 이러한 미신은 몽골 침략 당시에 시작됐다. 한국 문화에서는 집에서 죽음을 맞이하는 것과 죽은 후에 몸을 집에 며칠 간 머무르도록 하는 것이 바람직하다고 생각했다. 또한 문지방은 이승과 저승의 경계로 여겨지며 관을 집에 넣어두는 것은 세상에 대한 미련을 떨쳐버리기 위한 수단이었다. 따라서 살아있는 사람이 문지방을 발로 밟는 것은 불운의 징조로 여겨진다.

###### 10. 밤에 손,발톱을 깎으면 안된다.
밤에 손톱과 발톱을 깎으면 불행이 찾아온다고 생각한다. 또한 떨어져나간 손발톱을 쥐가 주워먹고 사람이 된다는 미신도 존재한다. 옛날 이야기에서 유래했다.

###### 11. 시험 관련 미신
시험 당일에 미역국을 먹으면 시험에 떨어진다는 미신이 있다. 그 이유는 미역은 미끄럽기 때문에 시험에서 미끄러져 떨어질 것이라고 생각한다. 반면에 찹쌀떡이나 엿을 먹으면 시험에 통과한다는 미신도 있다. 그 이유는 떡과 엿은 끈적하고 미끄럽지 않고 착 달라붙기 때문에 시험에 합격할 것이라고 생각하기 때문이다.

###### 12. 자라따기
영양실조를 치료하기 위한 미신에 근거한 대체의 한 형태로 손에 의도적으로 상처를 입혀서 부정적인 에너지를 몸 밖으로 빼내는 수술(자라따기)이다.
과거에는 어린이들이 영양실조로 많이 고통을 받았고 이 고통이 음식을 못 먹어서 발생한다기 보다는 몸에 부정적인 에너지가 존재해서 걸리는 것이라고 생각했다. 그 결과로 이 수술 (자라따기)는 인기를 끌었고 손가락을 따는 것만으로도 영양실조를 치료한다고 믿었다. 하지만 과학적인 관점에서 본다면 이 수술(자라따기)은 영양실조를 치료하는데 큰 도움이 된다고 보기 어렵다.

###### 13. 무당굿
굿을 하는 것은 조상의 제사에서 무당이 미래를 위해 기도하거나 노래하거나 춤을 추면 무당의 축복을 받는 것으로 여겨진다.

###### 14. 풍수지리
지형에 기초한 점술론으로 풍수는 집터나 무덤터를 정할 때 사용죄며 대부분 미신으로 간주한다. 풍수는 중국에서 유래한 풍수지리라는 관념에서 유래했다. 풍수지리는 경험으로 증명된 전통적인 지식으로 제시하고, 현장의 기운을 평가할 때 도움이 될 수 있다고 주장하지만, 풍수가 무조건 맞다고 주장할 과학적 증거는 없다. 풍수지리는 현대 지식보다 우월하지 않다는 것은 인정하지만, 현대 과학으로 해결할 수 없다고 믿는 문제에 대해서 대안을 제시할 수 있는 점을 지적한다.

###### 15. 밤에 휘파람/피리를 불면 뱀이 나온다.
인도나 이집트 같은 곳에 가면 피리나 휘파람으로 뱀을 움직여 공연하는 사람들을 볼 수 있는데, 이 영향을 받아 영화나 소설 등 각종 매체에서 휘파람으로 뱀을 부른다는 내용이 많아서 생긴 미신이다. 실제로는 피리에서 나오는 공기를 공격으로 인식해 이리저리 경계태세를 취하는 것뿐으로, 정작 뱀은 청력이 매우 약해서 피리 소리나 휘파람 소리는커녕 다른 대포 소리 같은 매우 크고 시끄러운 소리들도 전혀 듣지 못하며, 또한 야행성이라고 알려져 있지만 밤에는 대체적으로 취침을 한다. 참고로 뱀은 소리를 듣지 못하고 느끼기만 한다.

###### 16. 밥 먹고 바로 누우면 소가 된다.
밥을 먹고 나면 소화가 시작되며, 이 때문에 피가 위로 몰려 졸음이 오기 쉽다. 이런 상태에서 바로 눕게 되면 쉽게 잠이 들기 마련인데, 이걸 게으른 것으로 인식하면서 생겨난 미신. 하지만 실제 의학적으로도 밥을 먹고 바로 누우면 역류성 식도염이 생길 확률이 높을 뿐더러 혈당 조절에 유의미한 상관관계가 있다는 것이 드러났기에 밥 먹고 바로 눕는 걸 권하지 않는다.

## 관련된 한국 영화
1. 여고괴담
2. 곡성[8]
3. 관상[9]
4. 손님[10]
5. 검은사제들[11]

## 논란
현대 사회에서 합리성에 대한 강조가 많아지면서 미신에 대한 의존도가 줄어들었다. 그래서 많은 사람들이 미신적인 믿음에 대한 행동을 비판하곤한다. 그러나 맹목적으로 미신에 눈을 돌리면 오히려 마음을 편안하게 할 수 있다.
또한 우리나라의 유명한 전통놀이인 제사(제사)나 쥐불놀이를 단순한 미신으로 볼 것인지, 아니면 국가 문화의 중요한 측면으로 볼 것인지에 대한 논쟁이 계속되고 있다

## 참조
1. ↑  Naver, Encyclopedia. “Definition of Saju”. 2016년 5월 21일에 확인함.
2. ↑  Online-News Team. “무녀…조선 왕들은 믿었을까”. 《2016-06-01》. 2012년 2월 1일에 확인함.
3. ↑  김, 우재. “[야! 한국사회] 샤머니즘 국가 / 김우재”. 《2016-06-21》. 2015년 11월 30일에 확인함.
4. ↑  심, 은혜. [articleView.html?idxno “일제 오리엔탈리즘에 의해 한국 복식문화는 비하되었다" 기사승인”] |url= 값 확인 필요 (도움말). 《2016-06-23》. 2015년 10월 19일에 확인함.
5. ↑  “13이라는 숫자는 왜 불길한 숫자라고 하나요? ㅣ 궁금할 땐, 아하!”. 2025년 3월 8일에 확인함.
6. ↑  chosun, health. “[팩트체크] 밀폐된 공간서 선풍기 틀고 자면 죽는다… 정말?”. 2023년 10월 29일에 확인함.
7. ↑  “손톱 먹은 들쥐”. 2023년 10월 29일에 확인함.
8. ↑  [출처:시선뉴스, 심재민 기자]. “영화 ‘곡성’ 속 토속신앙! 무명과 일광은 어떤 신앙인가? [지식용어]”.
9. ↑  [출처: 이투데이, 최두선 기자]. “‘관상’, 얼굴로 그리는 대서사시 [리뷰]”.
10. ↑  [출처: 경남도민일보, 최규정 기자]. “[영화 리뷰]'손님'…판타지 호러에 숨겨진 시대의 풍자”.
11. ↑  [출처: 엑스포츠뉴스, 김유진 기자]. “장재현 감독, 디테일로 완성한 '검은 사제들' (인터뷰)”.
12. ↑  [사주 관련 홈페이지]. “한국에서 사주의 영향”.
13. ↑  [출처: 서울경제, 김민정 기자]. “어설픈 민간요법에 머리카락 우수수...무모(無毛)한 도전 말고 병원부터 가세요”.
14. ↑  [출처: 경북매일, 김혜영 기자]. ““미래 막막해”… 占 권하는 사회”.
15. ↑  [출처: 연합뉴스, 오태인 기자]. “<카메라 뉴스> 철새 무사귀향 비는 쥐불놀이”.